# ای. ویلیس رابرتسون
ای. ویلیس رابرتسون (به انگلیسی: A. Willis Robertson) سناتور سابق عضو حزب دموکرات ایالات متحده آمریکا بود. وی در سال ۱۹۴۶ تا ۱۹۶۷ میلادی سناتور ایالت ویرجینیا در سنای ایالات متحده آمریکا بود.